# Microsoft Forefront Threat Management Gateway
Microsoft Forefront Threat Management Gateway (Forefront TMG; ранее известный как Microsoft Internet Security and Acceleration Server (ISA Server)) — прокси-сервер для защиты сети от атак извне, а также контроля интернет-трафика, который «позволяет сотрудникам компании безопасно и эффективно пользоваться ресурсами Интернета, не беспокоясь о вредоносных программах и других угрозах».
9 сентября 2012 Microsoft объявила о прекращении дальнейшего развития Forefront TMG. Основная поддержка была прекращена после 14 апреля 2015 года, а расширенная поддержка закончилась 14 апреля 2020 года. Продукт не доступен для приобретения с 1 декабря 2012 года.

## Описание
Продукт пришёл на смену Microsoft Internet Security and Acceleration Server (ISA Server), ещё ранее - прокси-серверу Microsoft Proxy Server от Microsoft.
Позволяет организовать защиту локальной сети от вмешательств из сети Интернет и безопасно публиковать различные виды серверов, дает возможность распределять доступ пользователей локальной сети к ресурсам Интернет. Оснащен средствами для анализа посещаемых ресурсов, учёта трафика, а также защиты против атак из сети Интернет. Имеет различные виды аутентификации и авторизации, в том числе поддерживает аутентификацию Active Directory. Поддерживает как рабочие группы, так и домены Windows NT. Имеет множество плагинов для отслеживания исходящего и входящего трафика.

## Версии

### Microsoft Proxy Server
В 1996 году война браузеров между Microsoft Internet Explorer и Netscape Navigator была в самом разгаре и Microsoft искала возможности для улучшения позиций своего браузера. В это время компания Netscape начала продажи web прокси сервера Netscape Proxy Server, позволявшего экономить время загрузки и расходы на дорогой интернет-трафик путём кэширования изображений и веб-страниц локальным сервером.
Прямым ответом на это в октябре 1996 года был выпущен Microsoft Proxy Server v1.0 (кодовое имя Catapult) рассчитанный на работу с Windows NT 4.0.
Microsoft Proxy Server v2.0 был выпущен в декабре 1997 года и принёс такие возможности, как создание массива прокси-серверов, функцию обратного прокси (англ. Reverse proxy) и обратного хостинга (reverse hosting, сервер отвечает на входящие web-запросы за серверы, стоящие позади него).

### ISA Server 2000
18 марта 2001 года был выпущен Microsoft Internet Security and Acceleration Server 2000. Новая версия принесла такие возможности, как обнаружение вторжений, поддержка Active Directory и виртуальных частных сетей (VPN), SecureNAT, разделение полосы пропускания и другие возможности. ISA Server 2000 был представлен в Standard и Enterprise редакциях. Такие технологии, как High-Availability Clustering не были включены в Standard Edition. ISA Server 2000 требовал для работы Windows 2000 (любой редакции, кроме Professional), а также работал на Windows Server 2003.

### ISA Server 2004
Microsoft Internet Security and Acceleration Server 2004 выпущен 8 сентября 2004 года.

### ISA Server 2006
17 октября 2006 года был выпущен Microsoft Internet Security and Acceleration Server 2006. Это обновлённая версия ISA Server 2004 сохранила все возможности Server 2004 за исключением Message Screener.

### Microsoft Forefront Threat Management Gateway 2010
Microsoft Forefront Threat Management Gateway 2010 (Forefront TMG 2010) выпущен 17 ноября 2009. Эта версия основана на ISA Server 2006 и обеспечивает улучшенную защиту веб трафика, родную поддержку 64 битных систем, поддержку Windows Server 2008 и Windows Server 2008 R2 и встроенную защиту от вредоносных программ.

### Прекращение дальнейшего развития
9 сентября 2012 Microsoft объявила о прекращении дальнейшего развития Forefront TMG. Основная поддержка будет прекращена после 14 апреля 2015 года, а расширенная поддержка закончится 14 апреля 2020 года. Продукт не будет доступен для приобретения после 1 декабря 2012 года. На сегодняшний день доступен только в составе аппаратных решений OEM-партнёров Microsoft.